# Ла Пуче-Сан Јакопо (Пиза)
Ла Пуче-Сан Јакопо је насеље у Италији у округу Пиза, региону Тоскана.
Према процени из 2011. у насељу је живело 31 становника. Насеље се налази на надморској висини од 20 м.